# Максиміліан фон Позек
Максиміліан фон Позек (нім. Maximilian von Poseck; 1 жовтня 1865, Раштат — 18 листопада 1946, Ной-Айхенберг) — німецький штабний офіцер, генерал кінноти рейхсверу.

## Біографія
Син майора Прусської армії Гюнтера Теодора Густав Александера фон Позека (15 грудня 1820 — 7 лютого 1888) і його дружини Мері Гарві Бойс (8 червня 1825 — 26 червня 1885).
Після відвідування кадетського корпусу 14 квітня 1885 року вступив в 1-й Баденський лейб-драгунський полк. В 1903 році призначений командиром 5-ї ескадри Вестфальського драгунського полку №7 в Саарбрюккені. 27 січня 1905 року призначений ад'ютантом Генеральної інспекції кавалерії, а пізніше — начальником штабу. З 27 січня 1912 року — командиром 1-го Бранденбурзького драгунського полку №2 в Шведті.
На початку Першої світової війни призначений начальником Генштабу Вищого кавалерійського командування №2, розгорнутого на Західному фронті. Після розпуску  командування працював на цій же посаді у Вищому кавалерійському командуванні № 1 на Східному фронті. З 21 січня 1918 року виконував обов’язки командира Гвардійської запасної дивізії, з якою взяв участь у весняному наступі.
Після закінчення війни продовжив службу в рейхсвері. З 1 жовтня 1920 року — інспектор кавалерії Військового міністерства. 30 вересня 1926 року вийшов на пенсію. В 1933 році став президентом Імперської асоціації з розведення та випробування німецьких теплокровних коней. Окрім цього Позек був членом Німецького товариства військової політики і військових наук, Товариства Шарнгорста і Асоціації друзів античного мистецтва.

## Сім'я
12 жовтня 1889 року одружився з Наталі Бруннер (29 жовтня 1866 — 28 серпня 1897). В пари народились троє дітей:
- Гюнтер Адольф Теодор (15 вересня 1890)
- Мері Августа Адольфіна Елізабет (18 лютого 1892)
- Макс Адольф Генріх (26 серпня 1897) — помер в день народження.

5 липня 1899 року одружився за Адольфіною Бруннер (5 липня 1870). В пари народилась дочка Маргарита Луїза (21 березня 1902).

## Нагороди
- Столітня медаль
- Орден Вюртемберзької корони, лицарський хрест з левами
- Орден Церінгенського лева, лицарський хрест 1-го класу
- Орден Альберта Ведмедя, лицарський хрест 2-го класу
- Орден Почесного легіону, кавалер (Франція)
- Хрест «За вислугу років» (Пруссія)
- Залізний хрест 2-го і 1-го класу
- Королівський орден дому Гогенцоллернів, лицарський хрест з мечами
- Орден Червоного орла 2-го класу з мечами
- Орден Корони (Пруссія) 2-го класу із зіркою
- Князівський орден дому Гогенцоллернів, почесний хрест 1-го класу з мечами
- Орден «За заслуги» (Баварія), офіцерський хрест з мечами
- Орден Альберта (Саксонія), командорський хрест 1-го класу з мечами
- Ганзейський Хрест (Гамбург і Бремен)
- Орден Святого Йоанна (Бранденбург), лицар справедливості
- Почесний хрест ветерана війни з мечами